# Качва
Качва — река в России, протекает в Соликамском районе Пермского края. Устье реки находится в 13 км по правому берегу реки Вильва. Длина реки составляет 11 км.
Исток реки в лесном массиве северо-восточнее села Касиб в 20 км к северо-западу от центра Соликамска. Река в верховьях делает петлю по лесу, затем течёт в северном направлении. Приток — Чёрная Качва (левый). Впадает в реку Вильва выше села Вильва.

## Данные водного реестра
По данным государственного водного реестра России относится к Камскому бассейновому округу, водохозяйственный участок реки — Кама от водомерного поста у села Бондюг до города Березники, речной подбассейн реки — бассейны притоков Камы до впадения Белой. Речной бассейн реки — Кама.
По данным геоинформационной системы водохозяйственного районирования территории РФ, подготовленной Федеральным агентством водных ресурсов:
- Код водного объекта в государственном водном реестре — 10010100212111100006789
- Код по гидрологической изученности (ГИ) — 111100678
- Код бассейна — 10.01.01.002
- Номер тома по ГИ — 11
- Выпуск по ГИ — 1